# Waldpark Blasewitz

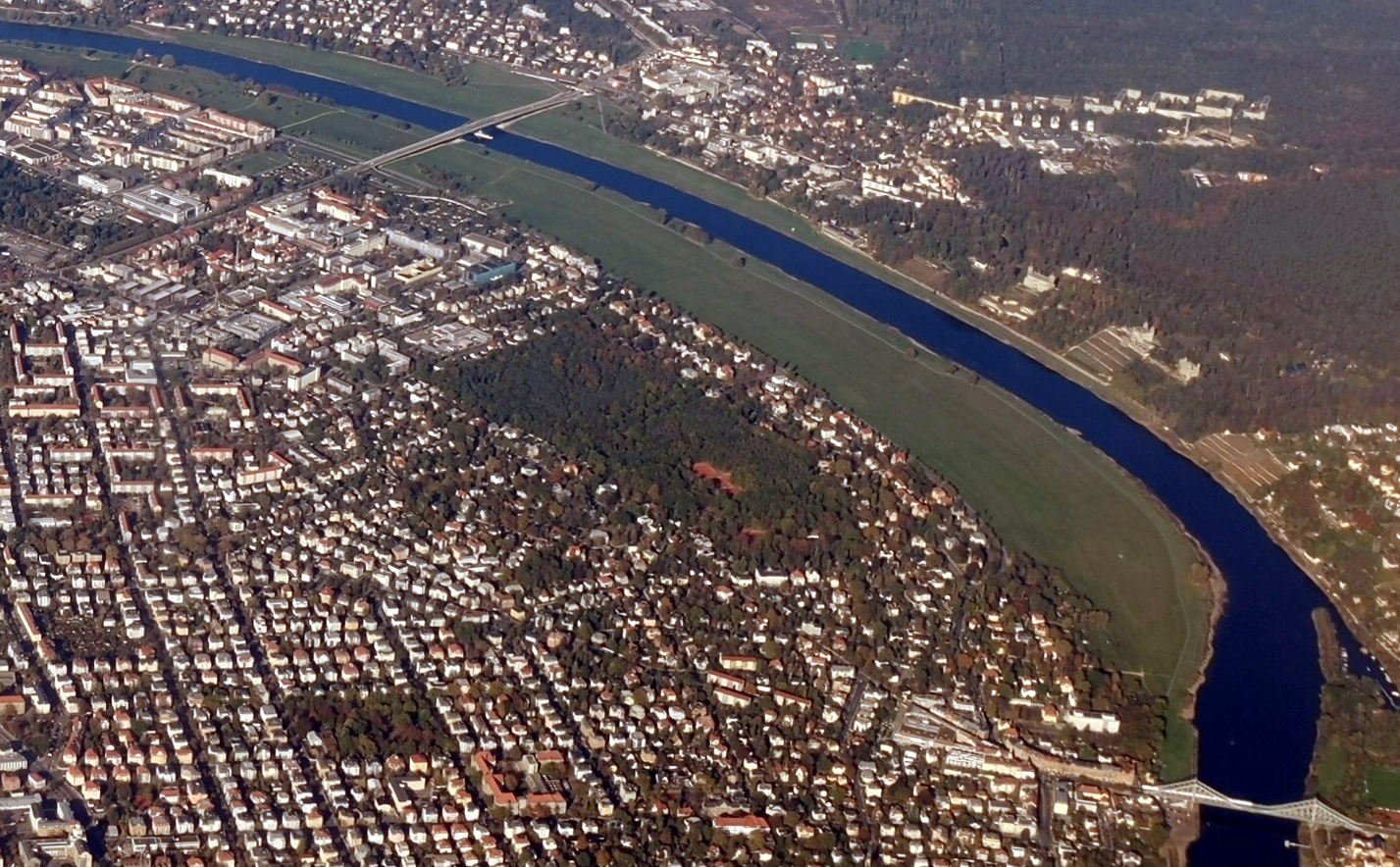
Waldpark Blasewitz (Bildmitte) mit den Elbbrücken Blaues Wunder und Waldschlösschenbrücke

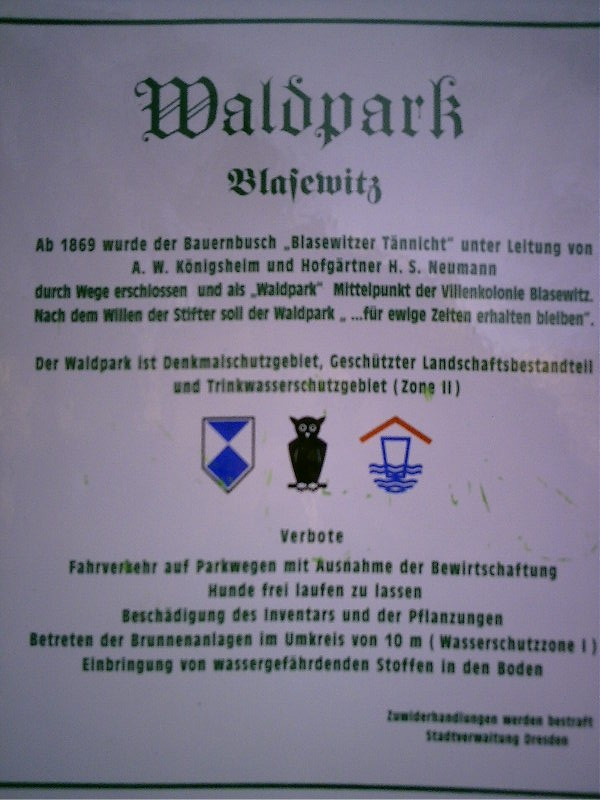
Infotafel an den Hauptzugängen

Der Waldpark Blasewitz ist eine 23 ha große Parkanlage in Dresden-Blasewitz. Er ist einer von mehreren Waldparks in Dresden (neben denen in Kleinzschachwitz, in Klotzsche und auf dem Weißen Hirsch) und der bekannteste unter ihnen.
Der Waldpark entstand in dem später nach Dresden eingemeindeten Blasewitz 1869, zu einer Zeit, in der durch die starke Grundstücksnachfrage in den Villenkolonien anderwärts fast alle ursprünglichen Waldparzellen überbaut wurden.

## Entstehung
Seit dem Mittelalter sind linkselbisch, von der heutigen Johannstadt bis Kleinzschachwitz, auf nährstoffarmen Schotterterrassen des Flusses natürliche Kiefernbestände dokumentiert. Eines dieser Waldstücke war das als Bauernbusch bewirtschaftete Blasewitzer Tännicht.

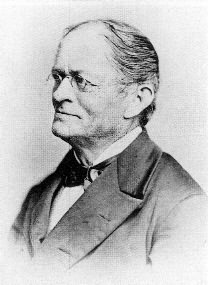
Arthur Willibald Königsheim

Der hochgestellte sächsische Ministerialbeamte Arthur Willibald Königsheim (1816–1886), der seit 1863 seinen Wohnsitz in der noch kaum bebauten Blasewitzer Flur hatte, verfolgte das Ziel, dass große Teile des Tännichts von der zunehmenden Bodenspekulation ausgenommen und zum Waldpark umgestaltet werden sollten. Durch die Aktiengesellschaft „Waldparkgesellschaft“ wurde weiträumig Grund und Boden erworben, dessen zentraler Teil zum Waldpark gestaltet werden sollte. Die Randbereiche sollten jedoch als Bauland für eine Villenkolonie parzelliert werden, die höchsten kulturellen Ansprüchen der Zeit entsprach. Mit dem Verkauf der Parzellen wurde die Gestaltung der Parkanlage finanziert. Deren Planung erfolgte durch den königlichen Hofgärtner Hermann Sigismund Neumann (1823–1880), der auch die Gartenanlagen von Schloss Albrechtsberg gestaltete. Neumanns Entwurf des Waldparks wurde auf der Internationalen Gartenbauausstellung in Hamburg 1870 als der „schönste, bestdurchdachte und -ausgeführte Gartenplan“ prämiert.
Im Jahr 1868 wurde der Plan der Waldparkanlage veröffentlicht. Nach anfänglich großen Schwierigkeiten waren bereits 1872 alle Baugrundstücke verkauft und 1873 die Umgestaltung zur Parkanlage gemäß Neumanns Plan vollendet. Ein Jahr später wurden das gesamte Kapital der Waldpark-Gesellschaft sowie die Parkfläche in Form einer Stiftung der Gemeinde Blasewitz überschrieben. In der Stiftungsurkunde wurde die Verpflichtung verankert, den Waldpark im Sinne seiner Gründer „für ewige Zeiten“ zu erhalten.

## Vegetation

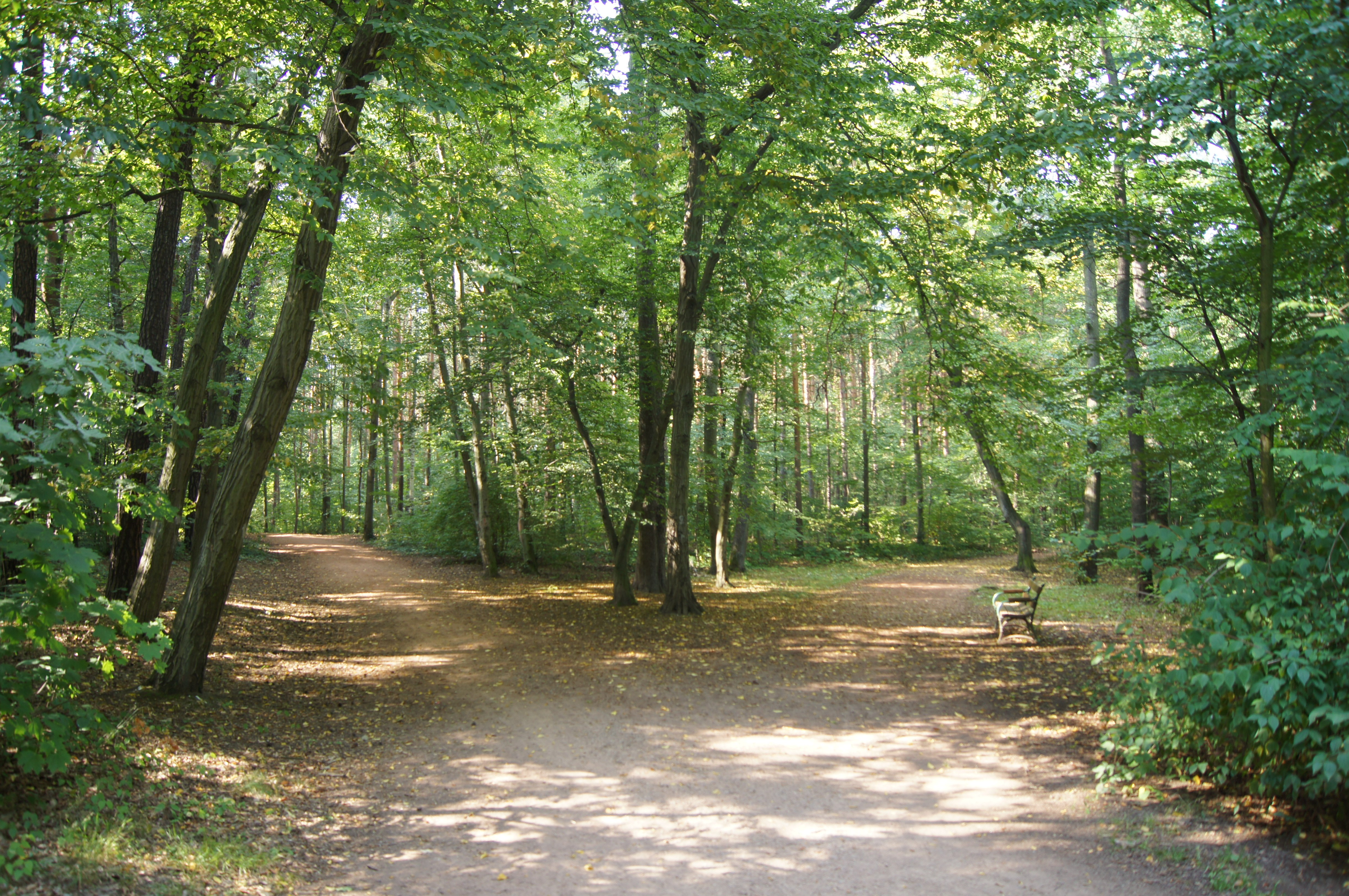
Waldwege

Die Besonderheit des Parks besteht im Zusammenklang von großflächigen Kiefern-Arealen, parkartigen Partien mit solitären Laubgehölzen sowie Ziersträuchern und kleinen Wiesensäumen. 1880 erstellte der Forstingenieur Gehre einen Bestandsplan, der Kiefernbestände nach Alter, Laubgehölze und das Wegenetz exakt erfasste.
Nachdem sich Anfang der 1990er Jahre der Waldpark in einem relativ verwilderten Zustand befunden hatte, begann 1993 die schrittweise Restaurierung. Dabei ging es vor allem um Beseitigung des massenhaften Wildwuchses, die Freistellung wertvoller Solitärs und um planmäßige Nachpflanzung charakteristischer Gehölze der Baum- und Strauchschicht. In Verbindung mit der Erneuerung der Wege wurden die begleitenden Rasensäume wiederhergestellt. Denkmalpflegerische Zielsetzung ist, das Verhältnis von Nadel- und Laubgehölzbeständen im Sinne des Erfassungsplanes von 1880 zu erhalten.

## Nutzung

Spielplatz im Waldpark
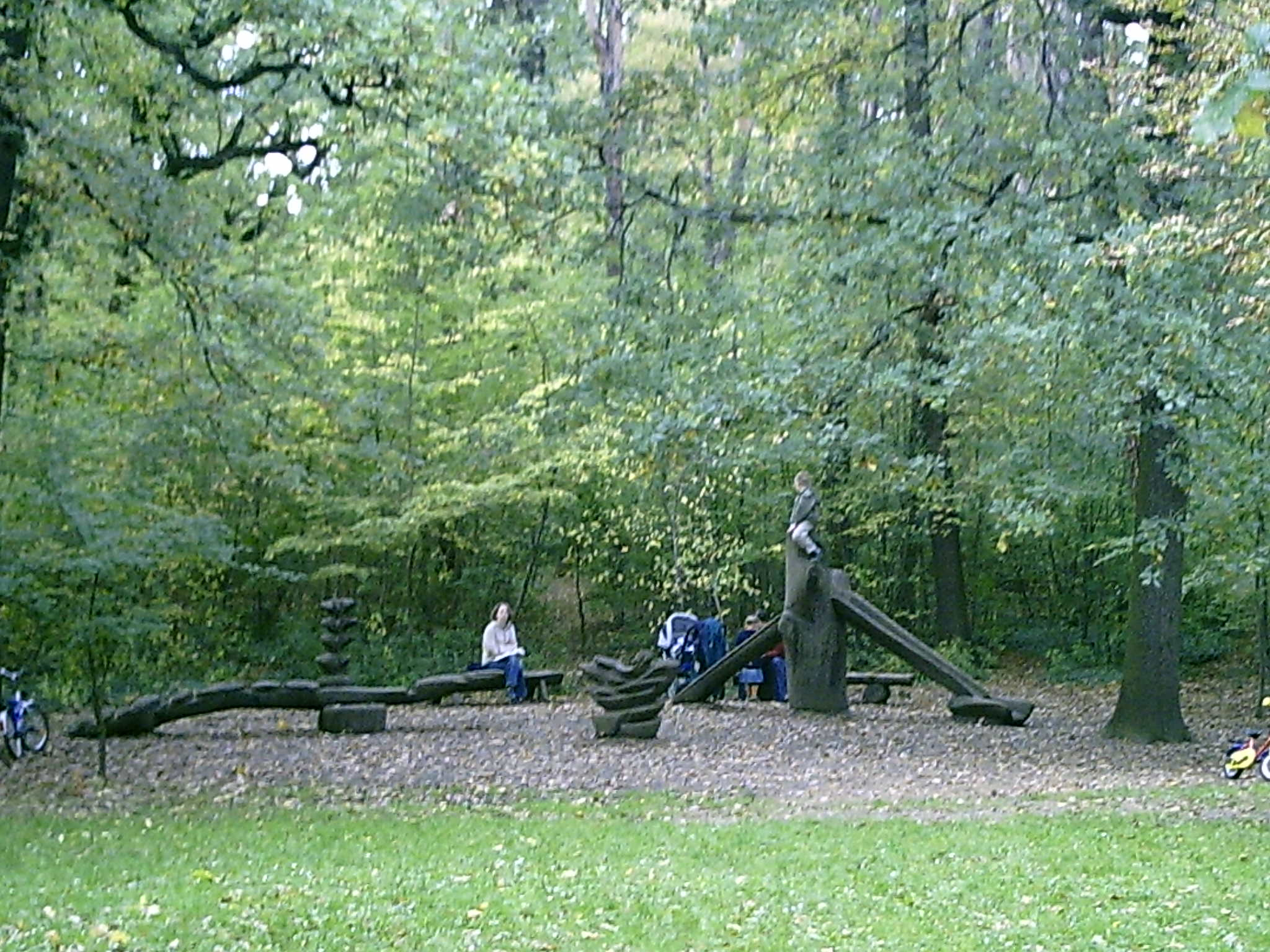
Bis 2007
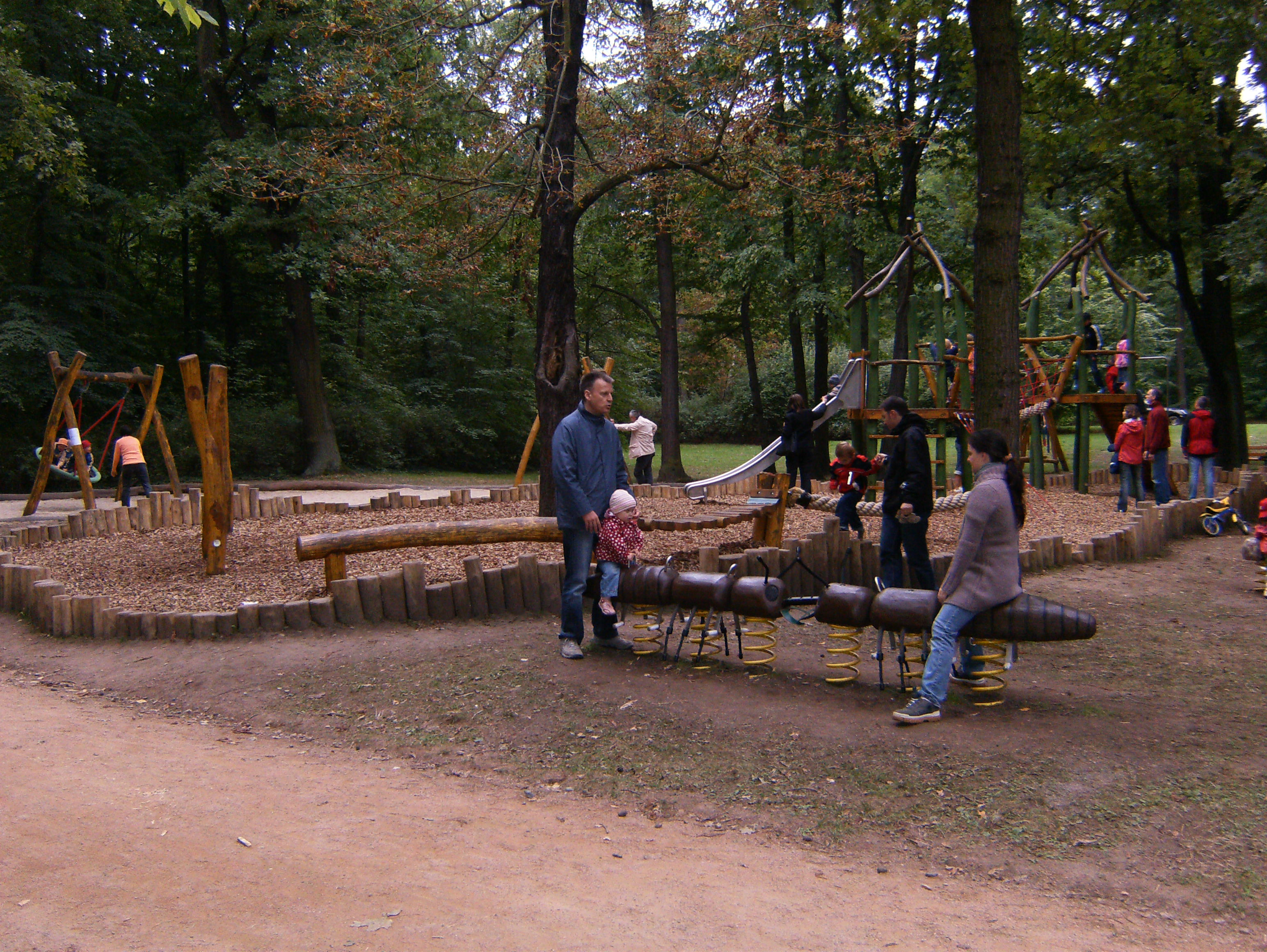
Ab 2008

Im Jahr 1900 entstand der zentrale Tennisplatz des Waldparks auf dem Gelände der Teichanlage, die aufgrund beständiger Probleme mit der Wasserhaltung aufgegeben werden musste. 1958 wurde östlich des Vogesenweges ein weiterer Tennisplatz errichtet. Die gesamte Anlage wird heute vom TC Blau-Weiß Dresden-Blasewitz betrieben. Auf dem Gelände fanden ATP-Turniere statt, bei denen es um Weltranglisten-Punkte der Männer ging: von 1993 bis 1999 sowie von 2005 bis 2008 (Ostdeutscher Sparkassen Cup).
Am Vogesenweg befinden sich die Gebäude des ehemaligen Wasserwerks, das 1893 zur Versorgung der Gemeinde Blasewitz errichtet wurde.
Außerdem befinden sich auf dem Gelände des Waldparks ein Spielplatz, ein Rodelberg sowie am zentralen Tennisplatz ein Restaurant.

## Gedenken

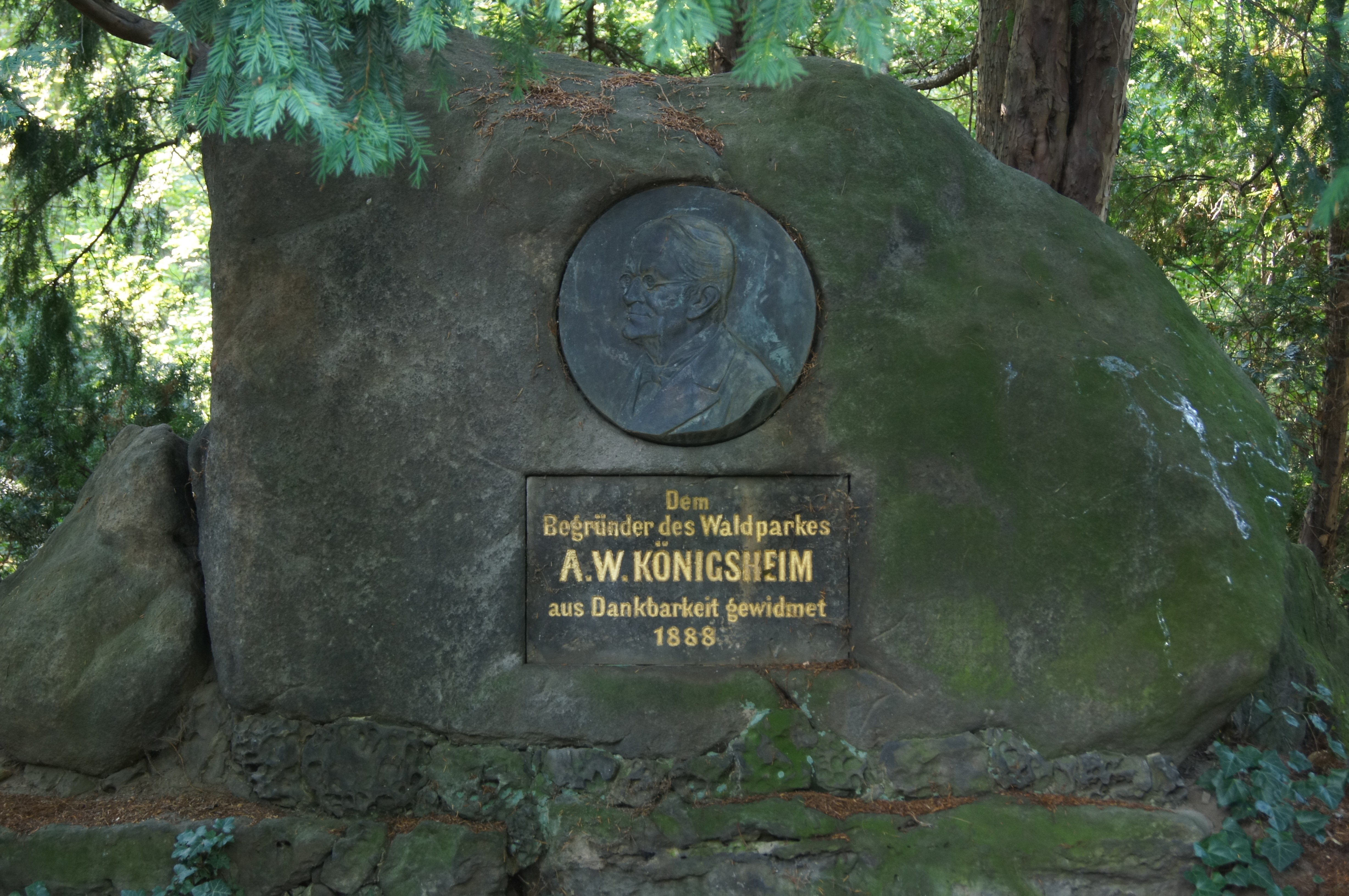
Gedenkstein für Arthur Willibald Königsheim

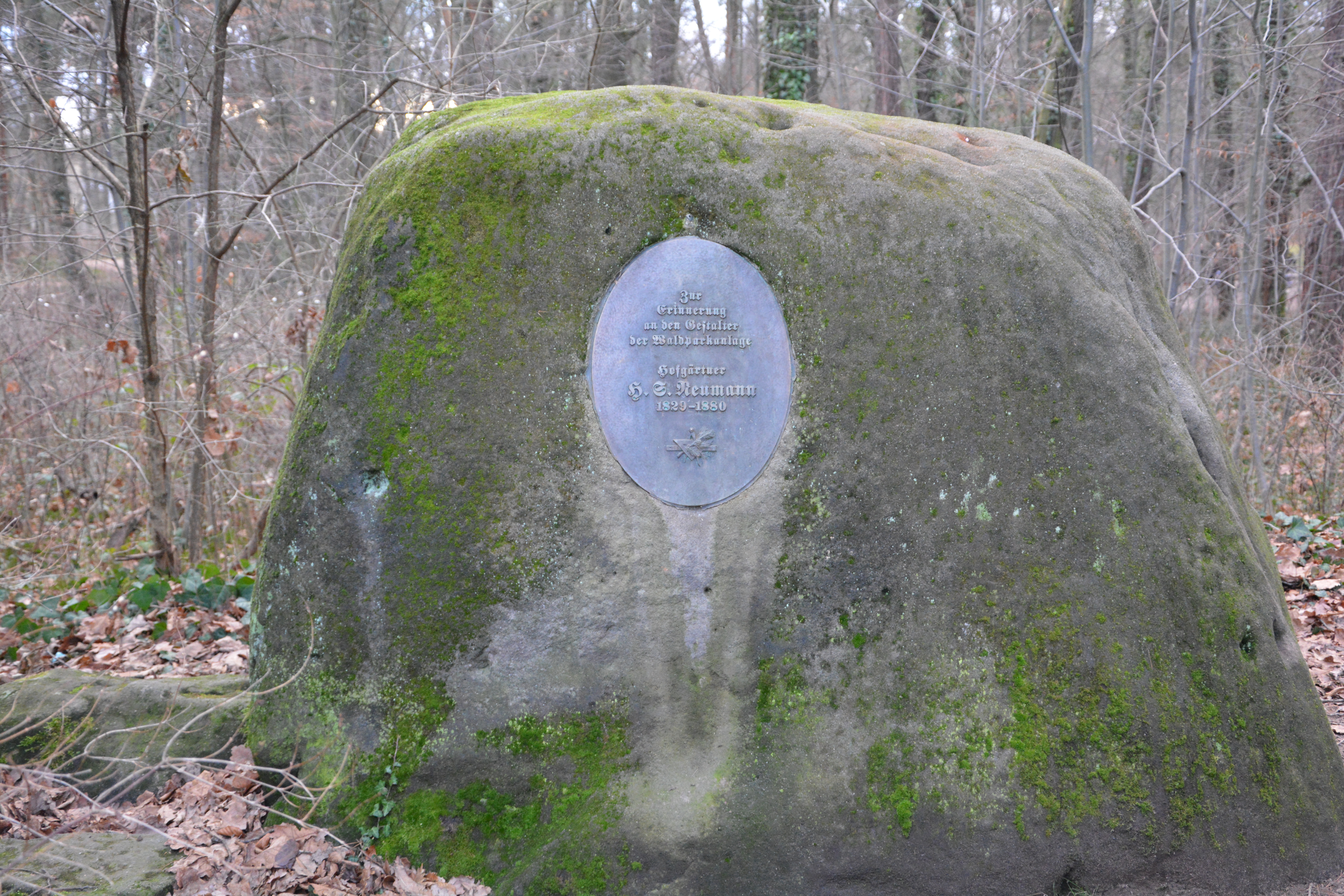
Gedenkstein für den Gestalter des Waldparkes Blasewitz Hermann Sigismund Neumann

Am Parkeingang Vogesenweg/Waldparkstraße befindet sich der 1888 zu Ehren des Waldparkgründers Arthur Willibald Königsheim aufgestellte und von Adolf Rehm entworfene Gedenkstein. Der Platz neben der Straßenkreuzung an der südwestlichen Ecke des Parks ist seit 1921 nach Königsheim benannt und an seinem letzten Wohnhaus (Villa Königswald, Goetheallee 4) befindet sich eine Gedenktafel aus dem Jahr 2003.
Nahe der südwestlichen Ecke des zentralen Tennisplatzes wurde 1998 an einem Stein eine Bronzeplakette „Zur Erinnerung an den Gestalter des Waldparkes, Hermann Sigismund Neumann“ angebracht.

## Lage und Erreichbarkeit
Der Waldpark Blasewitz liegt zwischen Loschwitzer Straße/Goetheallee und Händelallee/Prellerstraße in etwa fünf Kilometer Entfernung vom Dresdner Stadtzentrum und dem Hauptbahnhof. Er wird von den Straßen Lothrínger Weg und Vogesenweg durchquert.
Zu erreichen ist er mit den Straßenbahnlinien 6 und 12 (Haltestellen Königsheimplatz, Lene-Glatzer-Straße und Prellerstraße) sowie mit den Buslinien 61, 63, 65 und 84/309 (Haltestelle Schillerplatz).